# 克呂尼修道院

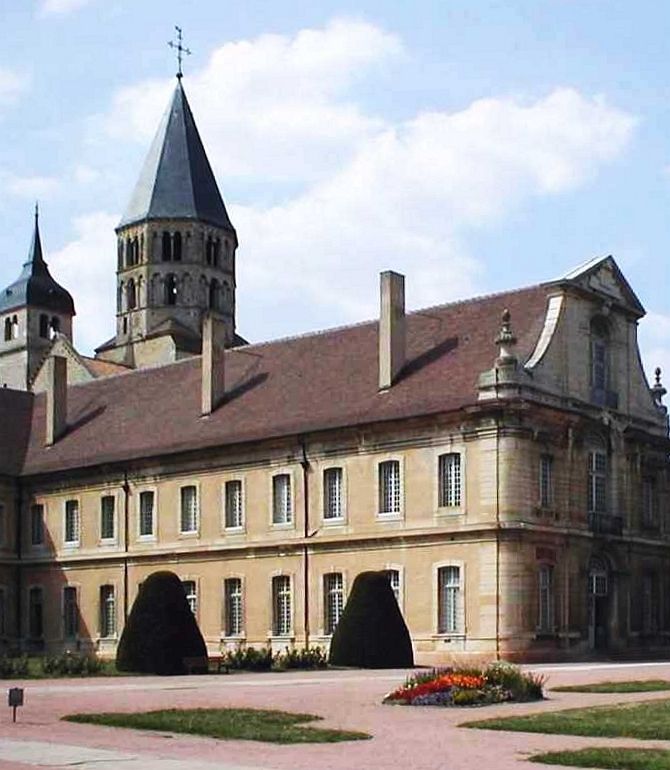
今日的克呂尼修道院

克呂尼修道院（法語：abbaye de Cluny），公元910年由阿基坦公爵虔诚者威廉在法国勃艮第索恩-盧瓦爾省克吕尼建立的天主教修道院。克呂尼修道院发起了天主教改革运动克吕尼改革，并在其后的二百多年對天主教會有極大影响。
修道主義認為：可以藉著逃離世界、禁慾修行的方式使人減滅罪惡本性，達臻聖潔。公元九世紀，經過幾百年修道院運動的蓬勃發展後，漸受當時社會腐敗風氣影響，成為虛有行儀，卻缺乏真正敬虔信仰的誠實心靈，反成為罪惡與黑暗交易的孕育之所。
阿基坦公爵虔诚者威廉有感於此一教會現象並不榮耀上帝之名，於910年在法國東部離馬孔不遠之地的克呂尼，建立新的修道院，即為克呂尼修道院。克呂尼修道院嚴格執行禁慾院規，之後有許多同型態的修道運動興起，並有許多已存在的修院亦轉型效尤，蔚為克吕尼改革。其振衰起弊、革新教會腐敗風氣之舉，成為其後兩百年改善教會屬靈光景的助力。克呂尼隱修院為一自治修院，不受任何政府或主教的制裁，僅受教宗塞尔吉乌斯三世保護。遵守本笃会会规外，以嚴峻態度堅持禁慾修道應有的規範。歷任院牧皆為才能拔萃、品格高超之有賢之士。如第一任院長克吕尼的聖伯爾諾、第二任院長克呂尼的聖俄多等。
修道主義的基礎方法、原則或許被一些新教人士認為與聖經道理有所偏差，但它的動機卻是真純的想回轉到上帝面前，堪稱當代屬靈覺醒先驅。興盛之期，統管二千多所修院。於克呂尼改革家遭逢黑暗期（1056-1073），爲「反對平信徒授衣禮」而奮鬥不懈的希爾得布蘭（義大利語：Ildebrando）--教宗額我略七世，即深受克呂尼運動的革新理想啟迪。

克呂尼修道院的徽章：盾状徽章上两把钥匙交叉成X形，1把宝剑剧中。